# برواكتيف
برواكتيف، المعروفة أيضًا باسم برواكتيف سلوشن، هي علامة تجارية لمنتجات العناية بالبشرة طورها اثنين من أطباء الجلد الأمريكيين، هما كاتي رودان وكاثي أ.فيلدز، وبدأت في عام 1995 من قبل جوتي رينكر، وهي شركة تسويق مباشر مقرها كاليفورنيا. تشتمل المجموعة على المرطبات وغسول الجسم ومنتجات الشعر، ولكن العلامة التجارية معروفة بمجموعة أدوات مكافحة حب الشباب المكونة من ثلاث خطوات والتي تتكون من منظف وتونر وغسول. في عام 2013 ظهرت «برواكتيف+»، وهي إعادة صياغة لمجموعة المنتجات المكونة من ثلاث خطوات والتي تتكون من منظف وتونر وغسول.

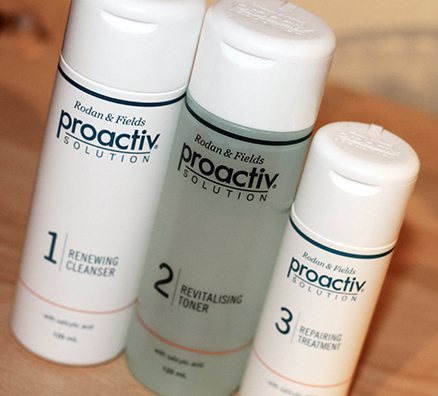
منتجات برواكتيف

نتيجة لتأييد المشاهير والإعلانات التجارية، تعد برواكتيف واحدة من أشهر العلامات التجارية للعناية بالبشرة على الإطلاق، وفقًا مجلة الأمراض الجلدية السريرية والتجميلية. بلغت المبيعات 800 مليون دولار سنويًا في عام 2010، بميزانية إعلامية تقارب 200 مليون دولار و12-15 مليون دولار لرسوم المشاهير. يُباع المنتج غالبًا عبر الإنترنت كجزء من برنامج الاستمرارية. بعد شهر من الطلب، يتم إرسال التوريد إلى العملاء لمدة ثلاثة أشهر، والذي يستمر حتى يتم إلغاء الاشتراك. اشتكى العملاء من صعوبة إلغاء الاشتراكات.
وفقًا لمراجعة عام 2011، كانت هناك دراسات قليلة حول فعالية برواكتيف. قارنت دراسة لتقارير المستهلك عام 2011 برواكتيف مع نوعين أقل تكلفة من بيروكسيد البنزويل، خالي من حب الشباب وأكسيد أقصى، ووجدت أن الثلاثة جميعها فعالة بنفس القدر. حذرت إدارة الغذاء والدواء الأمريكية في عام 2014 من أن علاجات حب الشباب التي لا تستلزم وصفة طبية يمكن أن تسبب تهيجًا شديدًا، بالإضافة إلى تفاعلات حساسية نادرة ولكنها تهدد الحياة.